# Abdulrahman Al Harib
Abdulrahman Al Harib (* 24. Januar 1995) ist ein ehemaliger katarischer Tennisspieler.

## Karriere
Abdulrahman Al Harib spielte nur wenige Spiele auf der ITF Future Tour.
Sein Debüt auf der ATP Tour gab er im Januar 2011 bei den Qatar ExxonMobil Open, wo er in der Doppelkonkurrenz zusammen mit Reda El Amrani eine Wildcard erhielt und in der ersten Runde des Hauptfeldes gegen Mohammad Ghareeb und Mubarak Shannan Zayid antrat. Sie verloren die Partie in zwei Sätzen mit 6:4, 6:7 (5:7), [9:11].
Im Januar 2013 erhielt er erneut eine Wildcard bei den Qatar ExxonMobil Open in Doha, wo er dieses Mal in der Doppelkonkurrenz mit Mousa Shanan Zayed zusammenspielte und in der ersten Runde des Hauptfeldes gegen Fabio Fognini und David Marrero antrat. Sie verloren die Partie in zwei Sätzen mit 1:6, 1:6.
Abdulrahman (Al) Harib spielte 2012 für die katarische Davis-Cup-Mannschaft. Für diese trat er in zwei Begegnungen an, wobei er im Doppel eine Bilanz von 2:0 aufzuweisen hat. Es blieben seine einzigen Spiele. Al Harib hat seit 2013 an keinem Profiturnier mehr teilgenommen. In seiner Karriere konnte er sich nie in der Weltrangliste platzieren.